# Diocese de Srikakulam
A Diocese de Srikakulam (Latim: Dioecesis Srikakulamensis) é uma diocese localizada no município de Srikakulam, no estado de Andra Pradexe, pertencente a Arquidiocese de Visakhapatnam na Índia. Foi fundada em 1 de julho de 1993 pelo Papa João Paulo II. Com uma população católica de 86.760 habitantes, sendo 2,2% da população total, possui 37 paróquias com dados de 2020.

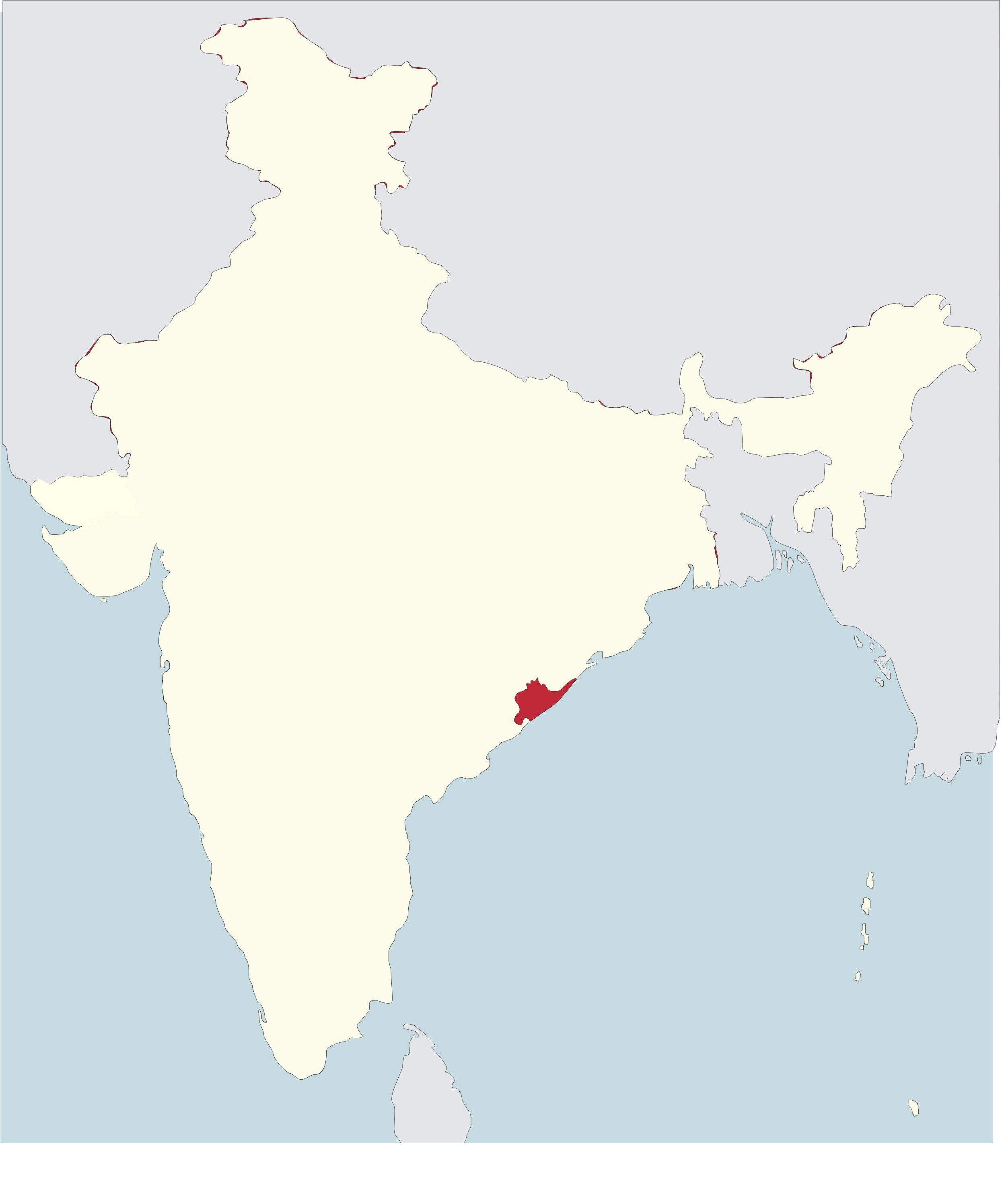
Localização da diocese no mapa

## História
Em 1 de julho de 1993 o Papa João Paulo II cria a Diocese de Srikakulam através do território da Diocese de Visakhapatnam.

## Lista de bispos
A seguir uma lista de bispos desde a criação da diocese em 1993.
|                      | Nome                            | Período              | Notas                |
| Bispos de Srikakulam | Bispos de Srikakulam            | Bispos de Srikakulam | Bispos de Srikakulam |
| -------------------- | ------------------------------- | -------------------- | -------------------- |
| 2º                   | Vijaya Kumar Rayarala, P.I.M.E. | 2019 - atual         |                      |
| 1º                   | Innayya Chinna Addagatla        | 1993 - 2018          |                      |